# Rosamunda (ópera)

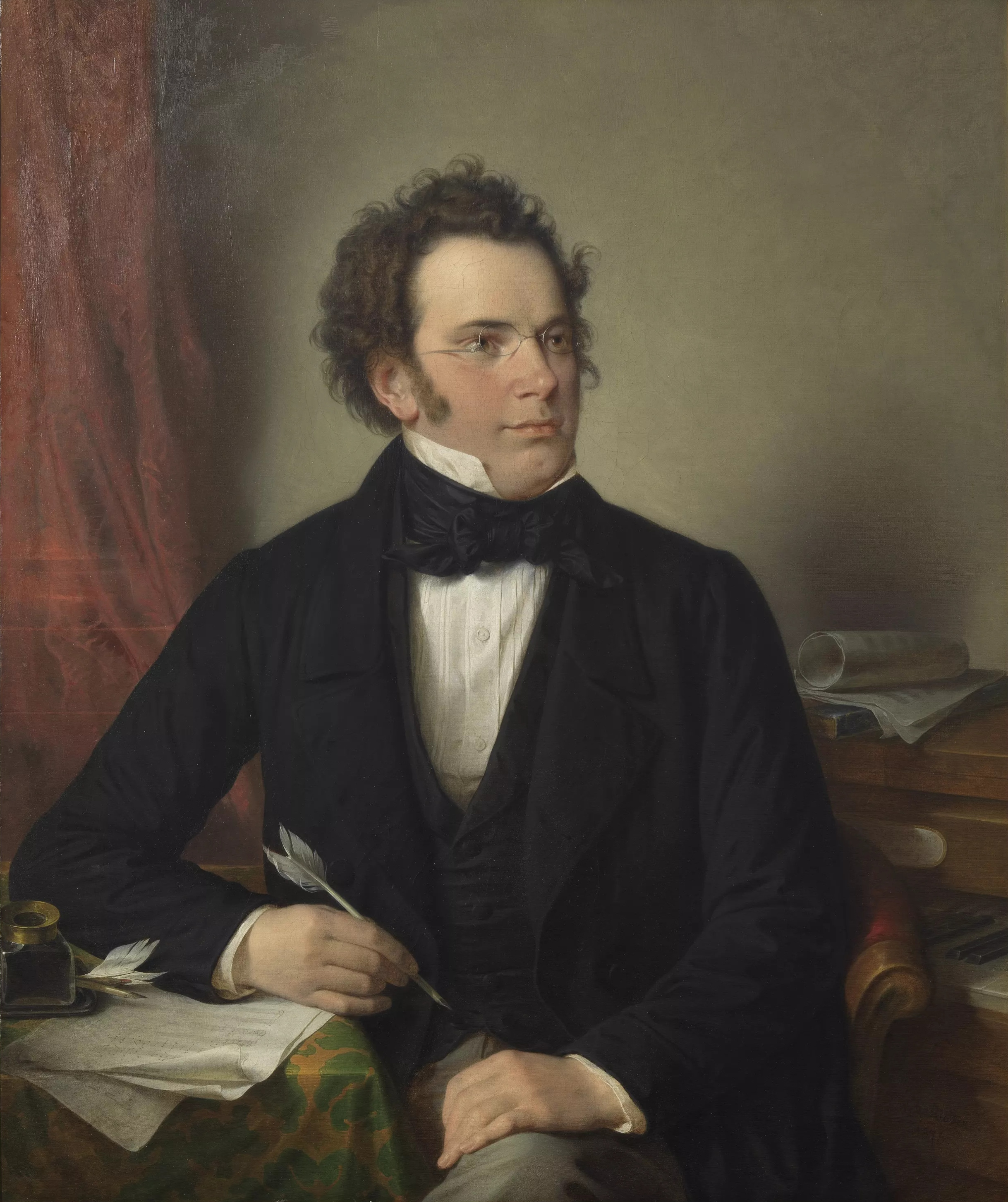
Franz Schubert, autor de Rosamunda. (Retrato realizado por Wilhelm August Rieder en 1875, a partir de una acuarela original de 1825)

Rosamunda, de 1823, es una  obra del compositor Franz Schubert. Se trata de la música escénica para la obra homónima de la escritora Helmina von Chézy, que tan solo se representó durante dos días. El fracaso del público llevó a que se suspendieran las demás funciones. La partitura de Schubert estuvo desaparecida, pero se encontró en 1861.
El libreto no se recuperó, por lo que desconocen los detalles del argumento. Es célebre y se interpreta con frecuencia el aria de Axa, princesa de Chipre.
- Datos: Q2166612